# فرنچمنز بایو (آرکانزاس)
فرنچمنز بایو (به انگلیسی: Frenchmans Bayou) یک منطقهٔ مسکونی در ایالات متحده آمریکا است که در شهرستان میسیسیپی، آرکانزاس واقع شده‌است. فرنچمنز بایو ۶۶٫۱۴ متر بالاتر از سطح دریا واقع شده‌است.